# Amara americana
Amara americana är en skalbaggsart som beskrevs av Csiki. Amara americana ingår i släktet Amara och familjen jordlöpare. Inga underarter finns listade i Catalogue of Life.